# Карборанова киселина
Карборановата киселина е киселина с киселинност надвишаваща тази на 100% разтвор на сярна киселина (свръхкиселина). Много свръхкиселини разяждат стъклото, но карборановата киселина е достатъчно стабилна, за да се съхранява в бутилка. Солите се наричат карборанати. Първите карборанати са бензениевият и бъкминстърфулерениевият. Карборановата част на молекулата има двадесетостенна форма.
Тя е приблизително един милион пъти по-силна от сярната киселина.

## История на създаването
Тази киселина е създадена в Калифорнийския университет (САЩ) от група сътрудници от Института за катализа СО РАН (Новосибирск). В интервю за новинарската служба на Нейчър Кристофър Рид, който е един от откривателите на карборановата киселина, чиято е идеята за нейната синтеза казва „тази молекула никога по-рано не е била създавана“.